# NGC 5167
NGC 5167 é uma galáxia espiral (Sc) localizada na direcção da constelação de Virgo. Possui uma declinação de +12° 42' 41" e uma ascensão recta de 13 horas, 28 minutos e 40,2 segundos.
A galáxia NGC 5167 foi descoberta em 7 de Junho de 1883 por Ernst Wilhelm Leberecht Tempel.